# Joseph Nkoy Wembo
Joseph Nkoy Wembo, né le 30 Mars 1993 à Katako-Kombe, est un avocat et homme politique de la république démocratique du Congo. Il est élu député national pour la circonscription de Katako-Kombe dans la province du Sankuru depuis le 30 Décembre 2023,,,.

## Biographie

### Formation
En 2019, il obtient son diplôme en Droit Public Interne de l'université de Kinshasa.
Il est à ce jour, Doctorant à l'université de Kinshasa.
Joseph Nkoy Wembo est inscrit avocat au barreau de Kinshasa/Gombe.

### Carrière politique
En Juin 2024, Joseph Nkoy Wembo débute son tout premier mandat de député national,.  

### Vie privée
Joseph Nkoy Wembo est né à Katako-Kombe le 30/03/1993 d'une mère congolaise, Marie Lutundula (en vie) et d'un père congolais, José Nkoy Wembo (décédé).